# Гвоздика садовая
Гвозди́ка садо́вая, или Гвозди́ка голла́ндская (лат. Dianthus caryophyllus) — растение семейства Гвоздичные, типовой вид рода Гвоздика (Caryophyllaceae).

## Распространение и экология
Растение родом из Средиземноморья. Предпочитает плодородные и увлажнённые почвы. Широко культивируется.

## Биологическое описание
Многолетнее травянистое растение высотой до 80 см. Листья простые цельные линейные длиной до 15 см, покрыты серо-зелёным налётом. Цветки диаметром 3-5 см, одиночные или собраны до пяти штук в сложные зонтики до 40 см в диаметром. Цветёт в июне-октябре.

## Использование
Культивируется как декоративное растение.
|                                               |  |
| Гвоздика садовая с розовыми и белыми цветками |  |

## Таксономия

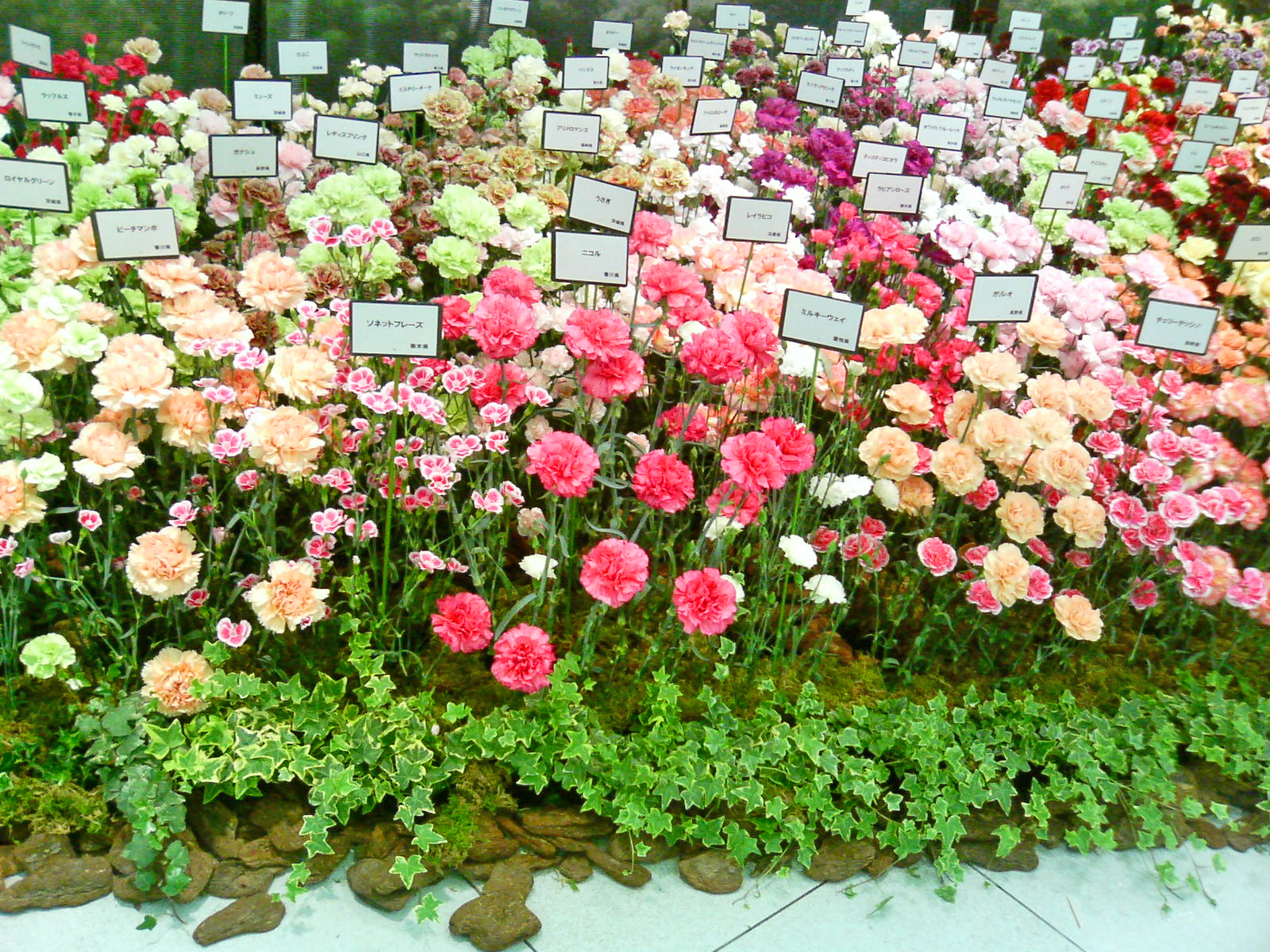
Сорта садовых гвоздик

Синонимы:
- Caryophyllus tunica Garsault nom. inval.
- Dianthus acinifolius Schur
- Dianthus arbuscula Lindl.
- Dianthus arrectus Dumort.
- Dianthus binatus Schur
- Dianthus coronarius (L.) Burm.f.
- Dianthus corsicus Link ex Spreng.
- Dianthus kayserianus Schur
- Dianthus longicaulis Costa
- Dianthus miniatus A.Huet ex Nyman
- Dianthus moschatus J.F.Gmel.
- Dianthus multinervis Vis.
- Tunica morrisii (Hance) Walp.